# ああ結婚 (映画)
『ああ結婚』（ああけっこん、原題: イタリア語: Matrimonio all'italiana）は、1964年に公開されたイタリア映画。監督はヴィットリオ・デ・シーカ。原作はエドゥアルド・デ・フィリッポの喜劇『フィルメナ・マルトゥラーノ』（1946年）。

## キャスト
- フィルメーナ・マルトゥラーノ - ソフィア・ローレン（日本語吹替：富永美沙子）
- ドメニコ・ソリアーノ - マルチェロ・マストロヤンニ（日本語吹替：中村正）
- アルフレード - アルド・プリージ（日本語吹替：家弓家正）： ドメニコの弟分。
- ロザリア - テクラ・スカラーノ： フィルメーナのメイド。
- ディアーナ - マリル・トロ（日本語吹替：武藤礼子）： ドメニコの若い許嫁。
- ウンベルト - ジャンニ・リドルフィ： フィルメーナの長男。
- ミケーレ - ジェネローソ・コルティーニ： フィルメーナの三男。
- リカルド - ヴィト・モリコーネ： フィルメーナの次男。

※日本語吹替：初回放送1970年6月1日『月曜ロードショー』